# ادوارد اچ. پلامب
ادوارد اچ. پلامب (انگلیسی: Edward H. Plumb؛ ۶ ژوئن ۱۹۰۷ – ۱۸ آوریل ۱۹۵۸) یک آهنگساز بود.
از فیلم‌ها یا مجموعه‌های تلویزیونی که وی در آن‌ها نقش داشته است می‌توان به دیوی کراکت اشاره نمود.